# أوتو فورشنر
كان أوتو فورشنر (4 نوفمبر 1902 - 28 مايو 1946) قائدًا لقوات شوتزشتافل الألمانية ومسؤولًا في معسكرات الاعتقال النازية. لقد شغل منصب قائد معسكر اعتقال ميتلباو دورا ومعسكر اعتقال كاوفرينغ ‏ في معسكر الاعتقال داخاو. اتُهم بجرائمه، وأُدين، وشُنق في مايو 1946.

## النشأة
ولد فورشنر في بلدة Dürrenzimmern (اليوم جزء من نوردلينغن) ببافاريا في 4 نوفمبر 1902، ونشأ في مزرعة مملوكة لعائلته. وفي عام 1922، قام بالتجنيد في الرايخويهر، وبقى جنديًا لمدة اثني عشر عامًا. وبعد مغادرته من الجيش في عام 1934، صار عضوًا في قوات شوتزشتافل (قوات الأمن الخاصة)، وتم تكليفه بجناحها العسكري، إس إس-فرفوغونغزتروبه، وهي المنظمة التي صارت في النهاية فافن إس إس.

## مهنة شوتزشتافل
وبين أبريل 1934 وديسمبر 1936، حضر فورشنر إس إس-يونكا شوليه باد تيتز، وأصبح عضوًا في الحزب النازي في عام 1937، وأثناء الغزو الألماني للاتحاد السوفيتي في عام 1941، شغل منصب ضابط في فرقة إس إس بانزر فيكينج الخامسة. وبعد إصابته في العمل وأعلن أنه غير لائق طبيًا للخدمة القتالية، تم نقل فورشنر إلى توتنكوبف-إس إس، حيث تولى منصب قائد معسكر وقائي من معسكر اعتقال بوخنفالد في ربيع عام 1942.
في سبتمبر 1943، تم منح فورشنر قيادة معسكر الاعتقال الذي تم بناؤه حديثًا في ميتلباو دورا، والذي كان في هذا الوقت مخيمًا فرعيًا لبوخنفالد الأكبر بكثير. كان الغرض من ميتلباو دورا هو توفير عمال الرقيق من بين نزلاءه إلى منشأة إنتاج الأسلحة V القريبة من Mittelwerk. بالإضافة إلى منصبه كقائد في دورا، كان فورشنر أيضًا المدير الفني لشركة Mittelwerk GmbH، وهي الشركة الواجهة التي أنشأتها الحكومة الألمانية لإنتاج الأسلحة V. لقد احتفظ بهذا المنصب حتى أبريل 1944، عندما تم استبداله بجورج ريكي.
كان لدى فورشنر علاقة خلافية مع مختلف الأجهزة الأمنية النازية (الشرطة الأمنية الألمانية والغيستابو) التي تعمل في وحول ميتلباو دورا. لقد اُنتقدت قيادته بشكل منتظم لأنها «لينة» للغاية على كل من السجناء والأفراد في المخيم. كان مصدر قلقهم بشكل خاص هو ممارسة فورشنر في اختيار الموظفين السجناء على وجه الحصر تقريبًا من بين نزلاء المعسكر الألماني الشيوعي.

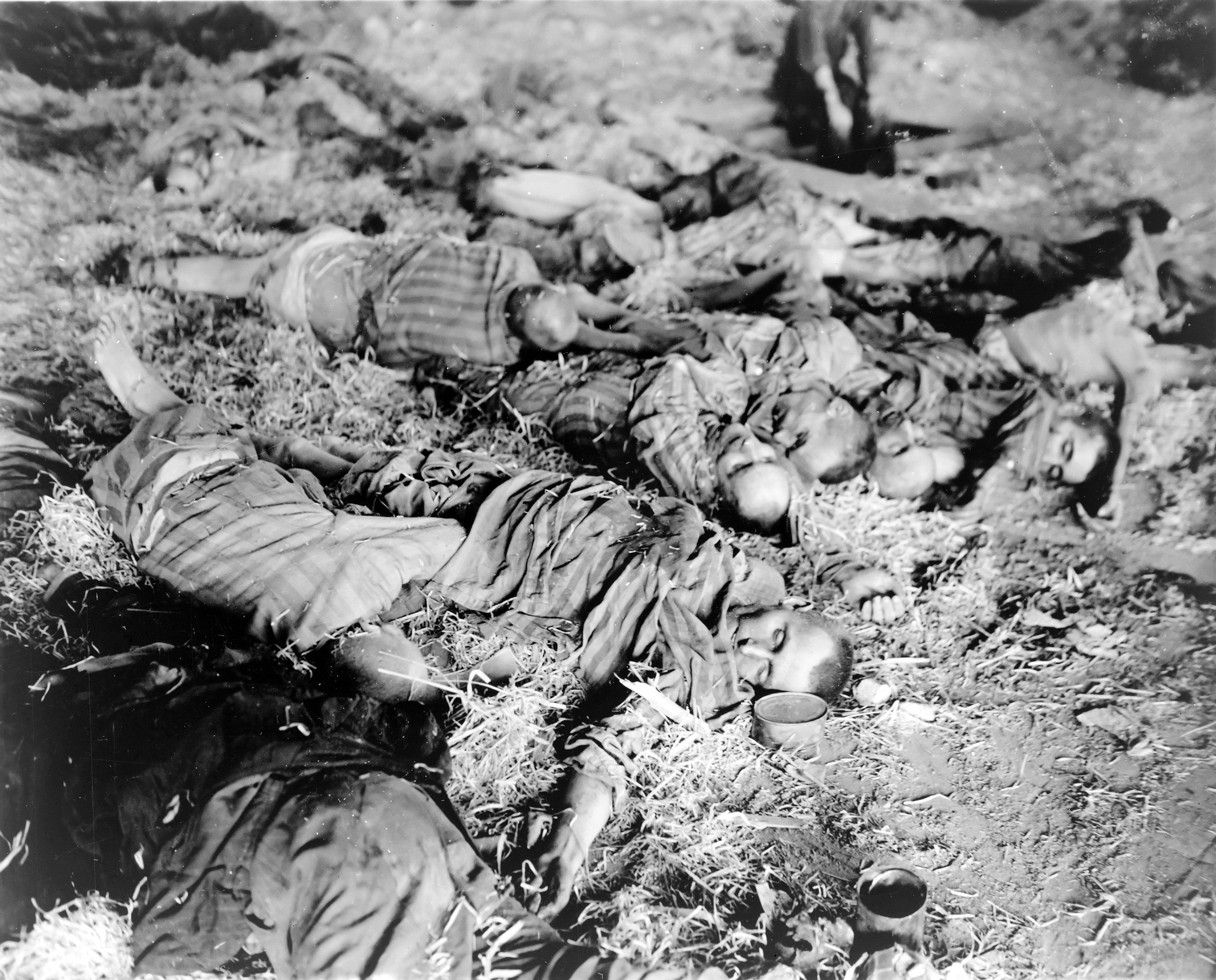
العمال القتلى يرقدون في صفوف غير متساوية على أرضيات الثكنات في نوردهاوزن.

تضررت سمعة فورشنر في الحزب النازي بشدة في نوفمبر 1944، عندما تم القبض على العديد من الموظفين الأسرى الذين عينهم من قبل الغيستابو الذين كشف عن تورطهم في أنشطة المقاومة داخل المخيم، وعلى الأخص تخريب الأسلحة V خلال عملية الإنتاج. وبعد أن تم الكشف عن أن فورشنر فشل في الإبلاغ عن دفع مكافأة قدرها 10000 رايخ مارك التي تلقاها من Mittelwerk GmbH، تم فصله كقائد لشركة ميتلباو دورا في فبراير 1945، وتم استبداله بقائد أوشفيتز السابق ريتشارد باير.
بعد إعفائه من القيادة في ميتلباو دورا، تم نقل فورشنر إلى داخاو، حيث عمل لفترة وجيزة كقائد للمعسكر الفرعي في كاوفرينغ.

## المحاكمة والإدانة
في أبريل 1945، تم أسر فورشنر من قبل الجيش الأمريكي. كان متهمًا في محاكمة معسكر الاعتقال داخاو، حيث وُجهت إليه تهم جرائم حرب ناجمة عن فترة خدمته في كاوفرينغ. وبالتحديد، اتهم فورشنر بالمسؤولية عن الظروف الوحشية التي سادت في المخيم ودوره في إدارة عمليات إعدام السجناء.
لقد أدانته محكمة عسكرية أمريكية وحكم عليه بالإعدام مع 35 متهمًا آخرين في 13 ديسمبر 1945. تم شنقه في سجن لاندسبيرج يوم 28 مايو 1946.